# Діерфілд (Вірджинія)
Діерфілд (англ. Deerfield) — переписна місцевість (CDP) в США, в окрузі Огаста штату Вірджинія. Населення — 110 осіб (2020).

## Географія
Діерфілд розташований за координатами 38°11′40″ пн. ш. 79°24′47″ зх. д. / 38.19444° пн. ш. 79.41306° зх. д. (38.194551, -79.412999).  За даними Бюро перепису населення США в 2010 році переписна місцевість мала площу 8,56 км², з яких 8,55 км² — суходіл та 0,01 км² — водойми.

## Демографія
Згідно з переписом 2010 року, у переписній місцевості мешкали 132 особи в 62 домогосподарствах у складі 39 родин. Густота населення становила 15 осіб/км².  Було 78 помешкань (9/км²).
Расовий склад населення:
| - 90,9 % — білих - 0,8 % — вихідців з тихоокеанських островів |

До двох чи більше рас належало 8,3 %. Частка іспаномовних становила 0,8 % від усіх жителів.
За віковим діапазоном населення розподілялося таким чином: 20,5 % — особи молодші 18 років, 59,8 % — особи у віці 18—64 років, 19,7 % — особи у віці 65 років та старші. Медіана віку мешканця становила 42,7 року. На 100 осіб жіночої статі у переписній місцевості припадало 106,2 чоловіків;  на 100 жінок у віці від 18 років та старших — 101,9 чоловіків також старших 18 років.
Середній дохід на одне домашнє господарство  становив 45 908 доларів США (медіана — 51 172), а середній дохід на одну сім'ю — 43 795 доларів (медіана — 50 859). 
Цивільне працевлаштоване населення становило 55 осіб. Основні галузі зайнятості: роздрібна торгівля — 38,2 %, виробництво — 32,7 %, фінанси, страхування та нерухомість — 29,1 %.